# Gródek nad Dunajcem (gmina)
Gródek nad Dunajcem est une gmina rurale du powiat de Nowy Sącz, Petite-Pologne, dans le sud de la Pologne. Son siège est le village de Gródek nad Dunajcem, qui se situe environ 13 km au nord de Nowy Sącz et 67 km au sud-est de la capitale régionale Cracovie.
La gmina couvre une superficie de 88,17 km2 pour une population de 8 896 habitants.

## Géographie
La gmina inclut les villages de Bartkowa, Bujne, Gródek nad Dunajcem, Jelna, Jelna-Działy, Lipie, Podole, Przydonica, Przydonica-Glinik, Rożnów, Roztoka, Sienna, Tropie et Zbyszyce.
La gmina borde les gminy de Chełmiec, Czchów, Korzenna, Łososina Dolna et Zakliczyn.